# Homatropina
Homatropina é um fármaco anticolinérgico, utilizado no alívio de cólicas renais e biliares e dismenorréia. Bloqueia a hipersecreção e promove relaxamento muscular do trato gastrintestinal, ajudando no alívio de cólicas causadoras de dores abdominais.